# 馬德里證券交易所
馬德里證券交易所（西班牙語：Bolsa de Madrid；西班牙語發音：[ˈbolsa ðe ˈmaðɾið]）是西班牙四家證券交易所中最大的交易所，由西班牙證券市場公司擁有，週一至週五營業。
馬德里證券交易所創立於1831年，1993年所有固定收益證券改由線上交易。其成員包括41家金融機構和12家證券交易商。2001年12月31日，共1477家國內外公司的股票在馬德里證券交易所上市。根據2007年5月數據，馬德里證券交易所的股票總市值共12762.6億歐元。

## 外部連結
- 官方网站